# Ear Fun
Ear Fun – trzeci koreański minialbum południowokoreańskiego zespołu CNBLUE, wydany 26 marca 2012 roku przez wytwórnię FNC Music. Płytę promował singel „Hey You”. Piosenka „In My Head” jest koreańską wersją utworu o tym samym tytule z ich czwartego japońskiego singla. Album sprzedał się w liczbie 127 661 egzemplarzy w Korei Południowej (stan na grudzień 2013 roku).
10 kwietnia 2012 roku minialbum został wydany ponownie w czterech limitowanych edycjach. Każda z wersji zawierała zdjęcie innego członka zespołu na tylnej okładce, 140-stronicowy photobook, 18-stronicowy booklet (z indywidualnym członkiem) oraz DVD „making of”. Nakład minialbumu był ograniczony do 50 tysięcy.

## Lista utworów
| Nr | Tytuł                                                 | Słowa                                     | Kompozycja                                  | Aranżacja                                   | Czas |
| -- | ----------------------------------------------------- | ----------------------------------------- | ------------------------------------------- | ------------------------------------------- | ---- |
| 1. | "Hey You"                                             | Han Seong-ho                              | Kim Do-hoon, Lee Sang-ho                    | Kim Do-hoon, Lee Sang-ho                    | 4:00 |
| 2. | "Still in Love" (kor. 아직 사랑한다 Ajig saranghanda) | Han Seong-ho, Kim Jae-yang, Jung Yong-hwa | Kim Jae-yang, Jung Yong-hwa                 | Kim Jae-yang                                | 3:18 |
| 3. | "Dream Boy"                                           | Han Seong-ho                              | Han Seung-hoon, Kim Jae-yang, Jung Yong-hwa | Han Seung-hoon                              | 3:03 |
| 4. | "Rock n' Roll"                                        | Han Seong-ho, Jung Yong-hwa               | Han Seung-hoon, Jung Yong-hwa               | Han Seung-hoon, Go Jin-young, Park Hyun-woo | 3:23 |
| 5. | "Run"                                                 | Han Seong-ho                              | Han Seung-hoon, Jung Yong-hwa               | Han Seung-hoon                              | 3:17 |
| 6. | "In My Head" (wer. kor.)                              | Jung Yong-hwa                             | Jung Yong-hwa                               | Tamai Kenji, Momota Rui                     | 4:18 |

## Notowania
| Lista                    | Pozycja |
| ------------------------ | ------- |
| Gaon Weekly Album Chart  | 1       |
| Gaon Monthly Album Chart | 2       |
| Gaon Yearly Album Chart  | 14      |
| Five Music (Tajwan)      | 3       |